# Please Remit
Please Remit è un cortometraggio muto del 1912. Il nome del regista non viene riportato nei credit del film che, prodotto dalla Edison Company, aveva come interpreti William Wadsworth, Elsie MacLeod, Elizabeth Miller, Marc McDermott, Bigelow Cooper, Wadsworth Harris.

## Produzione
Il film fu prodotto dalla Edison Manufacturing Company.

## Distribuzione
Distribuito dalla General Film Company, il film - un cortometraggio in una bobina - uscì nelle sale cinematografiche statunitensi il 6 gennaio 1912.